# Casa Tomàs (Aldover)
La Casa Tomàs és una obra d'Aldover (Baix Ebre) inclosa a l'Inventari del Patrimoni Arquitectònic de Catalunya.

## Descripció
Situat a l'antiga plaça major, és un edifici considerable, de planta baixa i dos pisos amb balcons. Conserva mitja part frontal i tota la lateral del gran ràfec de bigues de fusta que, en sortir en voladís, formen mènsules amb motllures. Hi destaca la biga cantonera, treballada en forma de cap d'animal fantàstic.
El ràfec s'interromp a mitja façana principal, que dona a la plaça, assenyalant la divisió de les dues propietats actuals (segons es diu, abans era una de sola). En aquesta façana destaquen dues portes, una allindada amb brancals de pedra i l'altra amb arc adovellat de mig punt. Obra de maçoneria ordinària, amb coberta de teules que vessa als dos carrers.